# Pedro Ochoa
Pedro Ochoa   (Avellaneda, 22 de febrer de 1908 - Tandil, 5 de setembre de 1947) fou un futbolista argentí, que jugava de davanter, que va competir entre les dècades de 1910 i 1930.
A nivell de clubs va ser jugador del Racing Club de Avellaneda (1916–1931), equip amb qui guanyà dotze títols, entre els sis edicions de la lliga argentina de futbol (1916, 1917, 1918, 1919, 1921, 1925).
Amb la selecció nacional jugà 2 partits entre 1927 i 1928. El 1927 es proclamà vencedor del Campionat Sud-americà de futbol. El 1928 va ser convocat per disputar la competició de futbol dels Jocs Olímpics d'Amsterdam. L'equip guanyà la medalla de plata, tot i que ell no disputà cap partit.